# كاميرون غايل
كاميرون غايل (بالإنجليزية: Cameron Gayle) (22 نوفمبر 1992 ببرمنغهام في المملكة المتحدة - ) هو لاعب كرة قدم بريطاني في مركز الدفاع. لعب مع أكسفورد يونايتد وشروزبري تاون وكامبريدج يونايتد ونادي فيكينغور ووست بروميتش ألبيون.

## وصلات خارجية
- كاميرون غايل على موقع قاعدة بيانات كرة القدم.إي يو (الإنجليزية)
- كاميرون غايل على موقع Soccerbase.com (لاعب) (الإنجليزية)
- كاميرون غايل على موقع AS.com (الإسبانية)